# Tucupita (municipalité)
Pour les articles homonymes, voir Tucupita.
Tucupita est l'une des quatre municipalités de l'État de Delta Amacuro au Venezuela. Son chef-lieu est Tucupita, capitale de l'État. En 2011, la population s'élève à 102 877 habitants.

## Géographie

### Subdivisions
La municipalité est divisée en huit paroisses civiles avec chacune à sa tête une capitale (entre parenthèses) :
- San José (Tucupita) ;
- José Vidal Marcano (Hacienda del Medio) ;
- Juan Millán (Carapal de Guara) ;
- Leonardo Ruíz Pineda (Urbanización Leonardo Ruíz Pineda) ;
- Mariscal Antonio José de Sucre (Paloma) ;
- Monseñor Argimiro García (Urbanización Delfín Mendoza) ;
- San Rafael (San Rafael) ;
- Virgen del Valle (La Horqueta).